# 형태론
형태론(形態論, 영어: morphology)은 단어의 어형 변화를 다루는 문법의 한 분야이며, 어형론(語形論)이라고도 한다. 형태론은 형태소를 분석하고 그 형태소들 간의 상관관계를 규명하는 데 초점을 맞추고 있다.

## 형태소
- 형태소(形態素, morpheme) : 의미를 가지는 언어 단위 중 가장 작은 언어 단위.[1] 형태소는 상보적 분포를 가지는 이형태의 집합으로 볼 수 있다.
- 이형태(異形態, allomorph) : 환경에 따라서 다른 형태를 띤 형태소. '-을/-를', '-이/-가', '-d/-ed'(영어의 과거형 접미어)는 동일 형태소의 이형태이다.[2]
- 기본형(基本形, basic allomorph) : 이형태중 가장 그 본래의 형태에 가까운 것.

### 형태와 이형태
형태론에서 형태소(Morpheme)가 주위 환경에 따라 모습을 바꿀 때 그것들을 각각 형태(morph)라 한다.
예를 들면, '붓는다'의 '붓-'은 '부어라, 부으니'에서는 [부-]으로, '붓지, 붓고'에서는 [붇-]으로, '붓는다'에서는 [분-]으로 실현된다. '소리를'에서 목적격조사 '를'도 앞의 말이 자음으로 되어 있으면 '방송을'과 같이 '을'로 실현된다. 즉, '[분-, 부-, 붇-]', '을/를' 은 각각 형태이다. 여기서 '붓-'이 [분-, 부-, 붇-] 등으로 그 음상(phonetic shape)을 달리하였는데, 이와 같이 하나의 형태소가 음상을 달리하는 현상을 교체(alternation)라고 하며, 교체에 의한 형태소의 교체형들은 각각 그 형태소의 이형태(Allomorph)라 한다. 즉, [분-]은 '붓-'의 이형태, [붇-]은 '붓-'의 이형태, [부-]은 '붓-'의 이형태라 각각 부를 수 있다.
이형태들은 서로 나타나는 환경이 겹치지 않는데 이를 상보적 분포(complementary distribution)라 한다.
위와 같이 형태소는 모습이 일정하지 않으며, 특히 문법적인 기능을 표시하는 형태소들은 환경에 따라 다른 형태로도 나타난다. 형태소와 형태의 차이는 형태소는 추상적인 단위이며, 형태는 형태소의 구체적인 실현형, 즉 환경에 따라 다른 모습을 나타내는 형태소의 모습이라는 점이다. 이형태는 '붓-'의 경우처럼 하나의 형태소가 여러 개의 형태를 가질 수도 있을 때 이들 형태들 간의 관계를 표현하기 위한 용어이다. 이형태와 형태는 같은 게 아니나 특별히 둘에 대한 언급이 필요한 경우가 아니거나, 그게 많은 경우 추상적인 단위로서의 형태소와 그 구체적인 실현형으로서의 형태소의 개념을 구별하지 않고 묶어서 형태소라고 부르기도 한다.

### 이형태 교체의 양상
두 개 이상의 음운론적 이형태들의 형식적인 관계는 교체(alternation)라 불린다.

#### 교체의 기준
이형태의 교체는 환경, 동기, 성격을 기준으로 분류 가능하다. 환경을 기준으로는 음운론적 교체와 비음운론적 교체, 교체 동기로는 자동적 교체와 비자동적 교체, 성격으로는 규칙적 교체와 불규칙적 교체로 나뉜다.

##### 음운론적 교체, 비음운론적 교체
이형태 '주격조사 '이/가', 목적격조사 '을/를'은 앞에 오는 체언의 받침소리가 자음이냐 모음이냐에 따라 다르게 나타난다. 또 과거시제를 나타내는 선어말어미의 경우 '보았다'에서 볼 수 있듯이 앞에 오는 어간이 양성모음(ㅏ, ㅑ, ㅗ, ㅛ 등)이면 어미가 '-았-', 음성모음(ㅓ, ㅕ, ㅜ, ㅠ 등)이면 '-었-'으로 출현한다. 이러한 형태들의 교체관계를 이형태를 음운론적으로 조건 지어진 교체(phonologically conditioned alternation)라고 하는데, 이때의 음운론적 조건이란 그 내용으로 음소 또는 음절, 음절말 또는 음절초와 같은 음운론적 단위나 경계를 포함한다.
하지만 음운론적 교체만으로는 설명이 안 되는 예시들이 있다.
|     | 예제 | 설명 |
| --- | --- | --- |
| (1) | 임꺽정→임꺽[쩡], 얻-+-다→얻[따] 안+-다→안[따], 서슴+-다→서슴[따] cf.미란다, 웃-+-는-+-다→운는[다], 갈-+-다→갈[다], 오-+-다→오[다] | 어미 '-다'는 평파열음 뒤나 비음으로 끝나는, 용언의 어간에 붙을 때 경음화가 되어 [따]로 발음된다. 용언의 어간말이 비음이라는 것은 비음운론적 정보이다. |
| (2) | 하+았다→하였다 이르+어→이르러 주+오→다오                                                                                          | 특정 어휘의 어간 뒤에서만 교체가 실현됨을 엿볼 수 있다. 이러한 경우와 같이 특수한 말에 국한하여 출현하는 교체를 형태론에서는 형태어휘론적으로 조건 지어진 교체(morpholexically conditioned alternation)라 한다. 줄여서 형태론적으로 조건지어진 교체라고도 한다.             |
| (3) | mouse vs mice, lay vs laid, teach vs taught cf. louse vs louses, itch vs itched                                                   | 교체는 복수형과 과거형과 같은 형태론적 조건이 있고, 그 양상을 모든 비슷한 형태에 일반화할 수 없고 특정한 어휘에 나타나는 것이다. louse의 복수형은 lice가 아니라 louse이며, itch의 과거형은 itchaut가 아니다. 또한 연계된 교체를 예상할 수 있는 어떠한 음운론적 조건도 없다. |

이렇게 (1), (2), (3)과 같은 교체들은 음운론적 단위나 경계로 비슷한 형태들을 예상할 수 없으며, 그 형태들은 언어 사용자가 성장함에 따라 하나씩 자연스럽게 학습하게 되어 있다. 이러한 교체를 비음운론적 교체(non-phonological alternation)라 한다.
어휘론적으로 조건 지어진 이형태라고 할 때는 결합의 모습인 접두사+어근, 어근+접미사, 어간+어미, 체언류+조사에서 '어간+어미'에서 찾아볼 수 있다. 어간이 어근일 때 어미는 어근 뒤에 온다.

##### 자동적 교체, 비자동적 교체
자동적 교체(automatic alternation)는 음성적 교체(phonetic alternation)이라고도 하며 음운 체계의 안에서 강한 음운론적 제약을 반영한다. 비자동적 교체(non-automatic alternation)는 형태음운론적 교체(morphonological alternation)라고도 하는데 음운 제약이 약하므로 필수적이지 않다. '꽃과'와 '꽃을'에서 '[꼳-]'과 [꽃-], '긁다'와 '긁는'에서 [극-]과 [긍-]은 국어의 받침규칙과, 음절 배열제약으로 오는 비음동화 때문에 자동적 교체이다.[꼳-]'과 [꽃-], [극-]과 [긍-]은 나타나는 위치가 겹치지 않는다. 반면에 주격조사 '이'와 '가'의 교체는 자음 또는 모음 뒤에 '이' 혹은 '가'가 꼭 와야 하지 않으므로 비자동적 교체이다.
그밖에도 음운론적인 이형태들에는 불규칙 활용으로 나오는 형태들의 관계를 들 수 있다. 예를 들자면 '듣다'와 '들어'에서 '듣-'과 '들-', '긋다'와 '그어'에서 '긋-'과 '그-', '흐르다'와 '흘러'에서 '흐르-'와 '흘ㄹ-'의 관계이다.
자동적 교체와 형태음운론적 교체의 차이를 표로 나타내면 다음과 같다.
| 자동적 교체                                   | 형태음운론적 교체                               |
| --------------------------------------------- | ----------------------------------------------- |
| 오직 음운론적으로 조건 지어짐                 | 최소한 형태음운론적 또는 어휘적으로 조건 지어짐 |
| 음성적으로 일관적                             | 필연적이게 음성적으로 일관적이지 않음           |
| 교체형들은 음성적으로 가까움                  | 교체형들은 음성적으로 멂                        |
| 간단한 형태소에 의해 모순되지 않음            | 파생된 환경에 제한될 수 있음                    |
| 차용어에 뻗침                                 | 차용어에 뻗치지 않음                            |
| 발화 방식에 선택적이고 민감할 수 있음         | 발화 방식에 민감하지 않음                       |
| 새로운 분절음의 창조가 가능                   | 일반적으로 새로운 분절음으로 이어지진 않음      |
| 단어의 층위(level)에 필연적으로 제한되지 않음 | 일반적으로 단어 층위에 제한됨                   |

## 단어
- 단어(單語, word) : 형태소의 집합 중 자립 가능한 최소 형태.
  - 단어는 내부에 휴지를 둘 수 없다. '단어'에서 '단'과 '어'사이에 다른 글자를 넣을 수 없다.
  - 단어는 분리될 수 없다. '사과나무'에서 '사과'와 '나무'사이에 다른 글자가 단어를 넣을 수 없다.
- 어휘소(語彙素, lexeme) : 다른 형태를 가지는 여러 단어들의 추상적 집합. 단어 '가다', '가니', '가고'의 어휘소는 '가다'이다. 어휘소는 사전 올림말의 기본형이 된다.
- 어형(語形, word form) : 단어의 형태. '가다', '가니', '가고'는 어휘소 '가다'의 개별 어형이며 굴절형이다.
- 어기(語基, base) : 단어의 중심 역할을 하는 형태소.
  - 어근(語根, root) : 어미와 직접 결합할 수 없고 자립형식도 아닌 어기.[1]'시원하다'의 '시원', '급하다'의 '급', '학교'의 '학'과 '교' 등.
  - 어간(語幹, stem) : 어미와 직접 결합할 수 있으나 자립형식은 아닌 어기. '뛰어라'의 '뛰-', '먹다'의 '먹-' 등.
- 접사(接辭, affix) : 어기와 결합해야 출현할 수 있는 의존형태소.
  - 접두사(接頭辭, prefix) : 어기의 앞에 놓이는 접사. '맨손'의 '맨-', '엇나가다'의 '엇-' 등. 한국어의 모든 접두사는 파생접사이다.
  - 접요사(接腰辭, infix) : 어기 가운데를 파고드는 접사. 한국어를 비롯해 주요 언어들에는 없으나, 영어의 경우 욕설을 접요사로 사용 가능한 경우가 조금 있다.
  - 접미사(接尾辭, suffix) : 어기의 뒤에 놓이는 접사. '울보'의 '-보', '사랑스럽다'의 '-스럽-', '-다' 등.
  - 파생접사(派生接辭, derivational affix) : 어기에 결합하여 새 단어를 만들어내는 접사. '맨손'의 '맨-', '울보'의 '-보' 등.
    - 영변화(zero derivation) : 접사가 없이 파생되는 경우. book은 명사로는 '책'인데 전성되어 동사로는 '예약하다'라는 의미를 갖게 되었다.

  - 어미(語尾, ending) : 단어의 어미변화를 담당하는 굴절접사(屈折接辭, inflectional affix). 한국어의 모든 굴절접사는 접미사이므로 흔히 어미라 부른다. '뛴다'의 '-ㄴ다', '뛰고'의 '-고' 등.

## 굴절과 문법범주
- 굴절(屈折, inflection) : 어간에 어미가 결합하여 단어의 성격을 바꾸는 현상.
  - 곡용(曲用, declension) : 명사의 굴절. 한국어에서는 곡용어미의 역할을 조사가 해주고 있다.
  - 활용(活用, conjugation) : 용언의 굴절.

- 문법범주(文法範疇, grammatical category) : 문법적 장치에 의해 구분되는 의미범주
  - 격(格, case) : 한국어에서는 격조사가 영어에서는 he-his-him등의 곡용어미가 담당
  - 수(數, number) : 한국어에는 없고 영어에서는 -s, -es등의 곡용어미가 담당
  - 인칭(人稱, person) : 인칭대명사가 담당(영어에서는 인칭에 따른 동사 활용이 있음)
  - 성(性, gender) : 한국어, 영어에는 없고 독일어, 불어등의 유럽언어들에서는 곡용어미가 담당
  - 시제(時制, tense) : 시제/상/서법/태/비교 등은 활용어미가 주로 담당
  - 상(相, aspect)
  - 서법(敍法, mood)
  - 태(態, voice)
  - 비교(比較, comparison)

- 어미
  - 선어말어미 : -었-, -겠-, -더-, ...
  - 어말어미
    - 종결어미 : -ㄴ다, -게, -ㅂ니다, ...
    - 비종결어미
      - 연결어미 : -고, -니, ...
      - 전성어미
        - 명사형어미 : -기, -ㅁ, ...
        - 관형사형어미 : -는, ...
        - 부사형어미 : -도록, ...